# Johann Heinrich Heidegger
‎
Johann Heinrich Heidegger, švicarski teolog, filozof, jezikoslovec in pedagog, * 1. julij 1633, Bäretswil, † 18. julij 1698.
Heidegger je študiral na Univerzi v Marburgu in v Heidelbergu. Na slednji je pozneje postal predavatelj hebrejščine, potem pa še filozofije. Leta 1659 je postal doktor teologije in hkrati postal profesor na Univerzi v Steinfurtu. Leta 1665 je postal profesor na Univerzi v Zürichu.
Njegovo najpomembnejše delo je Formula Consensus Helvetica (1675).